# Syntormon cilitarse
Syntormon cilitarse är en tvåvingeart som beskrevs av Becker 1922. Syntormon cilitarse ingår i släktet Syntormon och familjen styltflugor. Inga underarter finns listade i Catalogue of Life.